# Unconditionally
Singles de Katy Perry
Roar
(2013) Dark Horse
(2013)
Pistes de Prism
Walking on Air Dark Horse
Unconditionally est une chanson enregistrée par la chanteuse américaine Katy Perry, publiée en tant que deuxième simple issu de son quatrième album  (troisième dans la même maison de disques) studio, Prism (2013). Composée par Perry, Dr. Luke, Max Martin et Cirkut, Unconditionally est une chanson synthpop et power pop au tempo moyen. Ses paroles endiguent l’acceptante[Quoi ?] des défauts d'un être cher. La chanson a été envoyée aux stations de radio américaines le 16 octobre 2013 .
Le clip est sorti le 22 novembre 2013. On y retrouve le mannequin androgyne suédois Erika Linder.
Katy Perry a annoncé lors de la cérémonie des MTV EMA  en novembre 2013 que dans ce clip on pourrait la voir se faire renverser par une voiture. 

## Composition
Unconditionally est une chanson d'une durée de trois minutes et quarante-neuf secondes . Musicalement, il s'agit d'une ballade power pop, rock et électronique ,, contenant des éléments de musique chrétienne contemporaine et de musique EDM . Perry a elle-même décrit le morceau comme une chanson parlant d'un « amour inconditionnel » qui pourrait découler dans toutes les formes, comprenant celles issues de relations parent à enfant et fraternelles . Une lyrics Vidéo est publié par la chanteuse le 18 octobre 2013.

## Réception critique
Amy Sciarretto de PopCrush a donné au morceau une note de 3 sur 5 étoiles, la décrivant comme une « chanson d'amour hymnique ». Sciarretto a continué en qualifiant la chanson d'« épique », « expansive », « exaltante » et  contenant des « bonnes vibes » ; la comparant au tube de la chanteuse, Firework, sorti en 2010. Sciarretto a déclaré que la chanson était « grande », un hymne potentielle d'énergie et a fait l'éloge de Perry pour être restée au sein de ses propres « limitations » vocales .